# Sfântu Gheorghe (Tulcea)
Pour les articles homonymes, voir Sfântu Gheorghe (homonymie).
Sfântu Gheorghe (St-Georges) est une commune de l'est de la Roumanie, dans le delta du Danube, à l'embouchure du bras de Saint Georges dans la mer Noire. Sfântu Gheorghe fait partie du județ de Tulcea. Après avoir dépassé 5 000 habitants à l'époque de la grande pêche aux esturgeons et au caviar (années 1885-1965), il a décliné et ne comptait plus que 797 habitants au recensement de 2011.
Dans le centre du village se trouvent la mairie, l'école et quelques bars et petits commerces. Le lieu n'est accessible que par bateau (une navette chaque jour depuis et vers Tulcea pour un trajet de quatre heures environ), mais quelques voitures parcourent les rues non goudronnées.

## Démographie
Lors du recensement de 2011, 91,84 % de la population se déclarent roumains et 3,76 % comme ukrainiens (4,01 % ne déclarent pas d'appartenance ethnique et 0,37 % déclarent appartenir à une autre ethnie).

## Politique
| Parti | Parti                        | Sièges |
| ----- | ---------------------------- | ------ |
|       | Parti social-démocrate (PSD) | 6      |
|       | Parti national libéral (PNL) | 3      |

## Économie
Les habitants vivent de la pêche résiduelle locale, d'un peu d'agriculture et également du tourisme (hébergement et excursions dans les bras du Danube).

## Culture
Au mois d'août se tient le Festival international du film indépendant Anonimul.

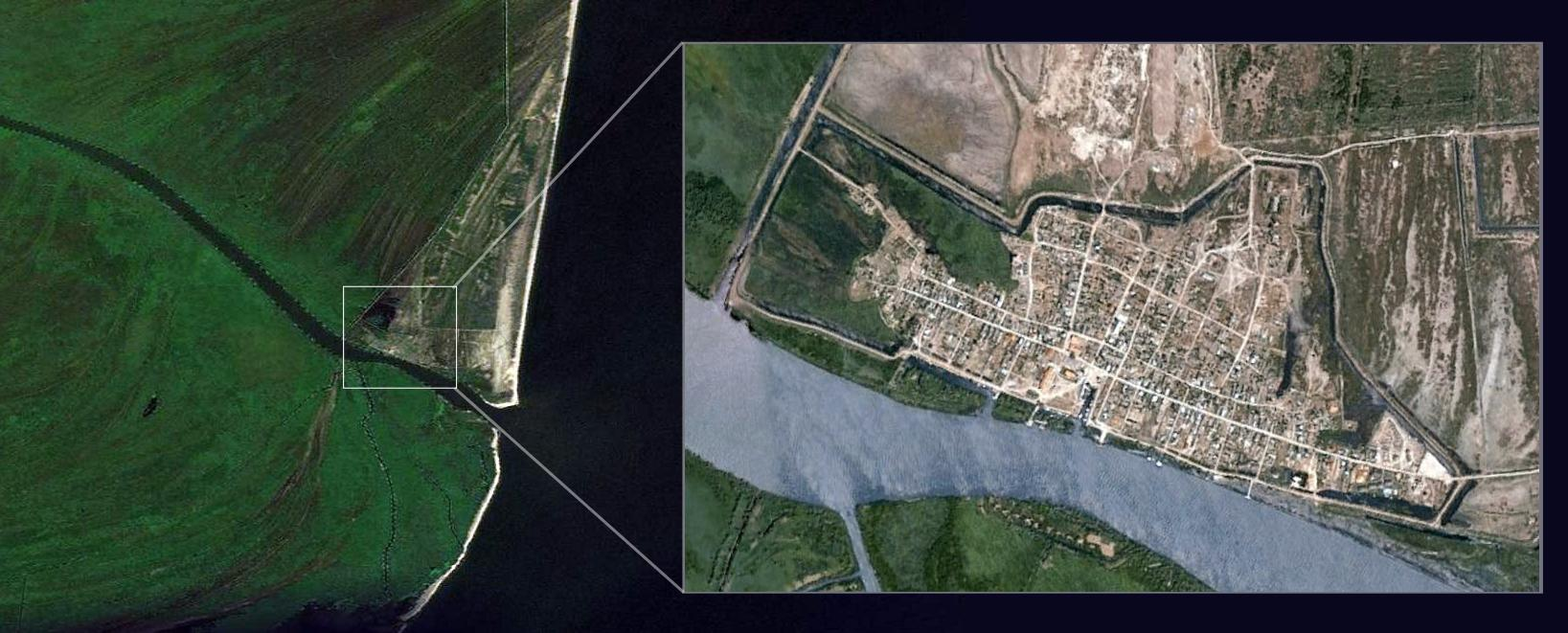
Sfântu Gheorghe vu de l'espace
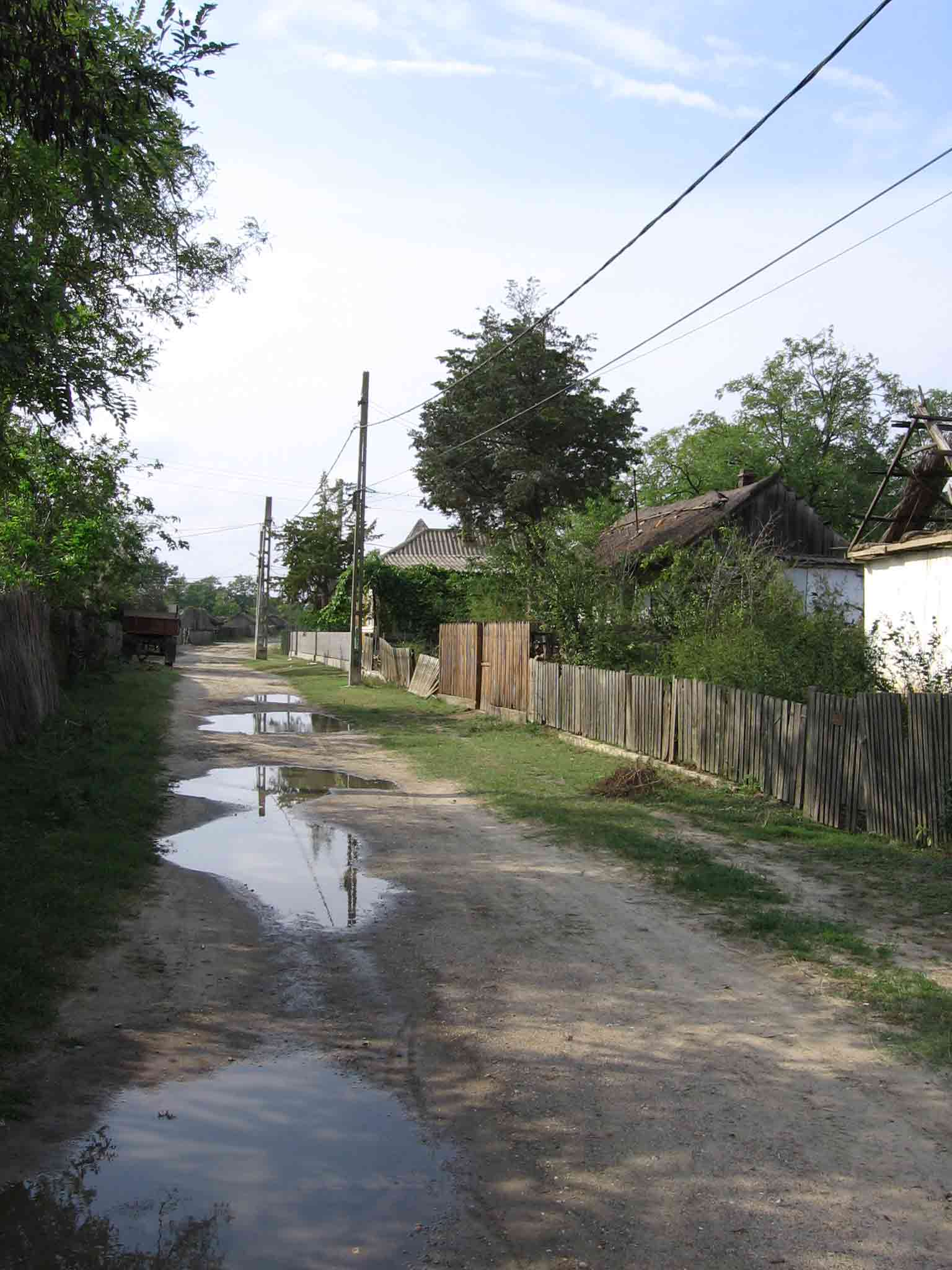
Ruelle de Sfântu Gheorghe
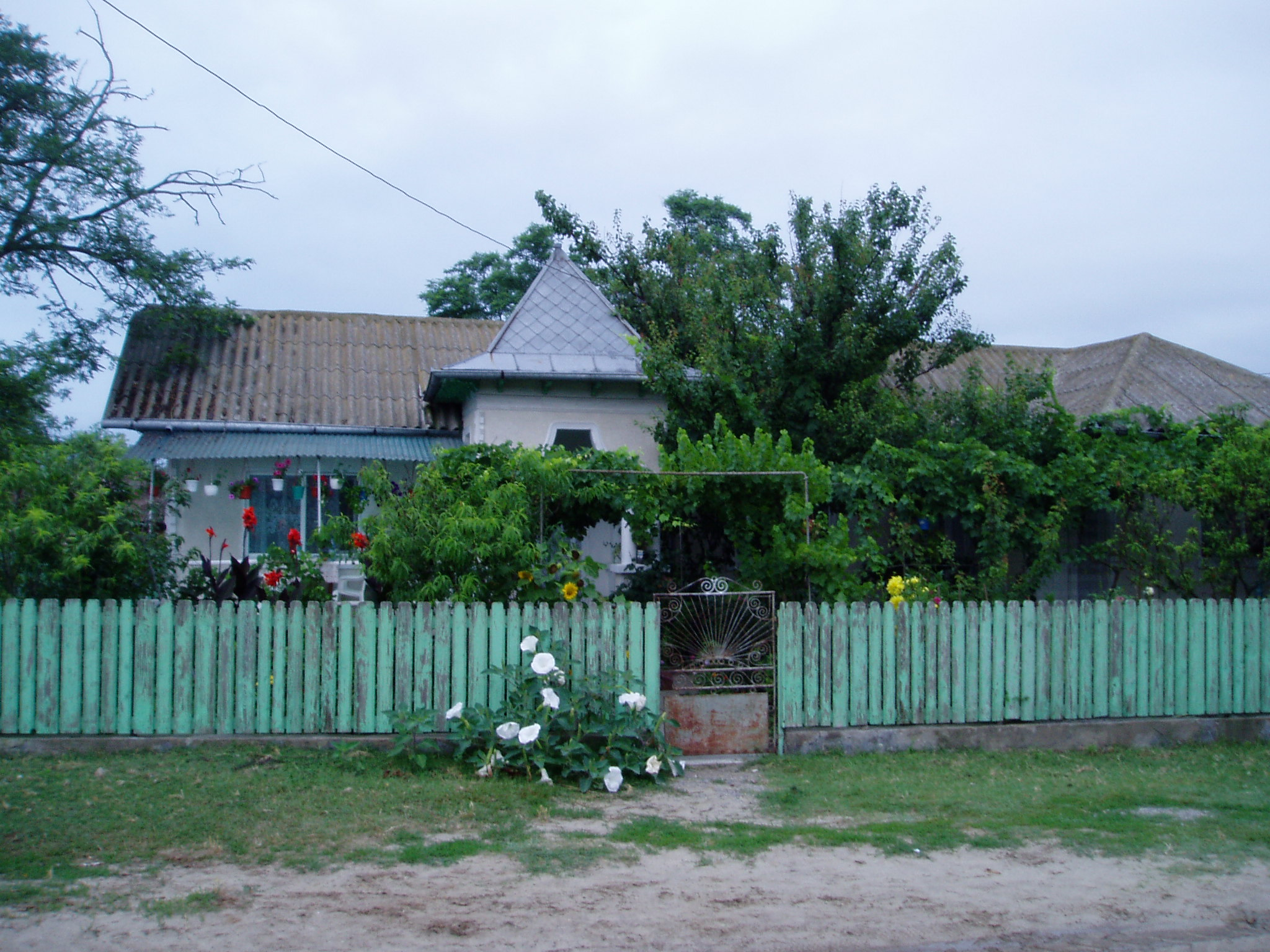
Maison de Sfântu Gheorghe
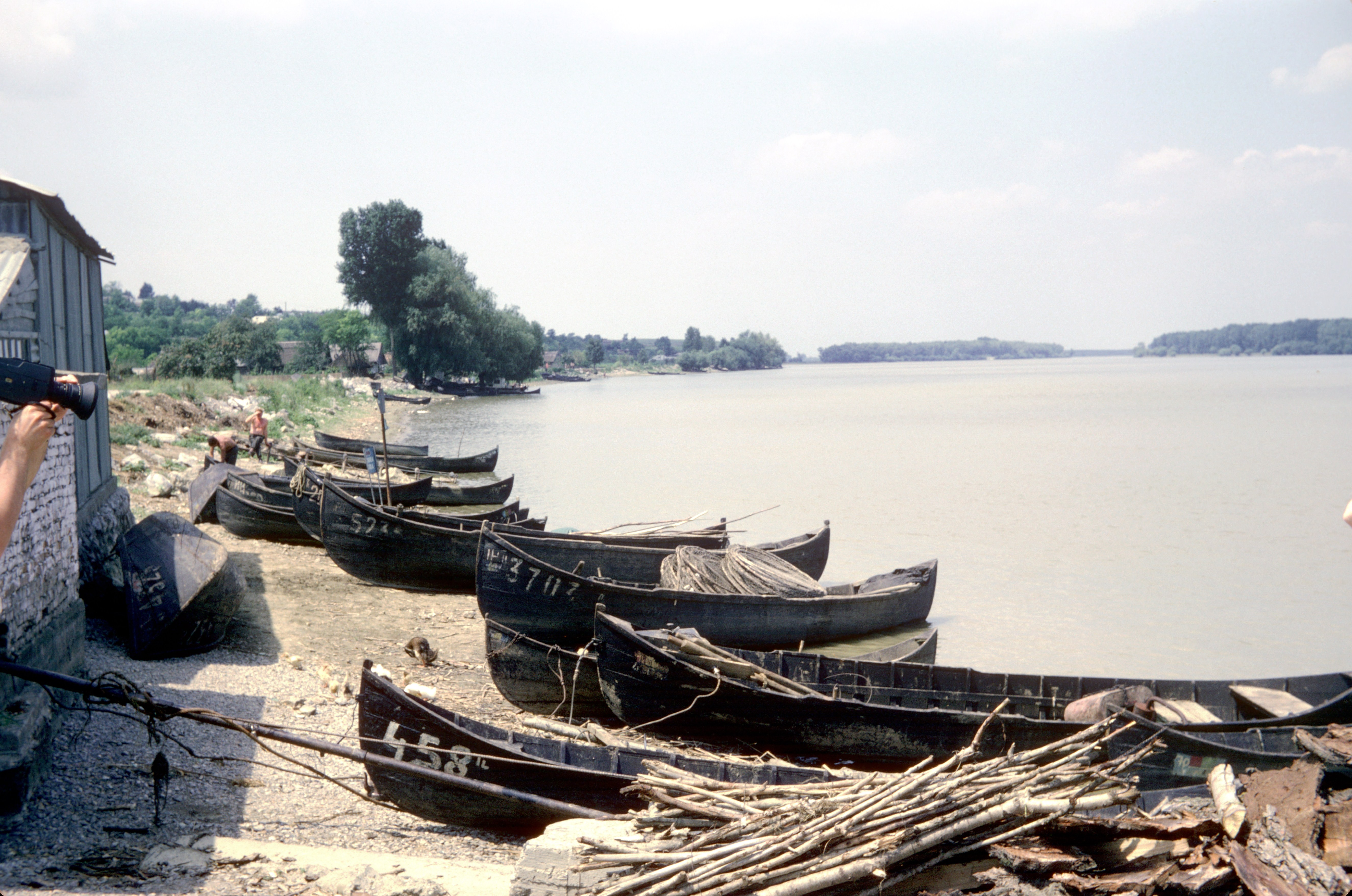
Lotcas sur le bras de Saint Georges.